# Калибанова, Ива
Ива Калибанова (чеш. Iva Kalibánová; род. 2 июля 1960, Чехословакия) — чехословацкая ориентировщица, призёр чемпионата мира по спортивному ориентированию в эстафете.
Ива Калибанова — участница трех чемпионатов мира по ориентированию.
На первом своем чемпионате в 1983 году, проходившем в Венгрии, Ива завоевала серебряные награды в эстафете, а на классической дистанции была 32-й.
В 1984 году принимала участие на чемпионате мира по спортивному ориентированию среди студентов.
На следующем чемпионате мира, который состоялся через два года в 1985 году в Австралии на индивидуальной дистанции Ива была снова 32-й, а эстафетная команда не смогла пробиться в призёры и осталось только на пятом месте.
В 1987 году Ива Калибанова вновь в составе национальной команды на чемпионате мира по спортивному ориентированию, проходившем во Франции.
На классической дистанции заняла 45 место, а в составе женской эстафетной команды (Ива Калибанова,
Ива Сланинова, Ада Кухаржова и Яна Галикова) завоевала бронзовые медали.